# Tamrābād
Tamrābād (persiska: تمر آباد, تَمر آباد) är en ort i Iran.   Den ligger i provinsen Västazarbaijan, i den nordvästra delen av landet, 600 km väster om huvudstaden Teheran. Tamrābād ligger 2 071 meter över havet och antalet invånare är 113.
Terrängen runt Tamrābād är kuperad, och sluttar norrut. Runt Tamrābād är det ganska tätbefolkat, med 185 invånare per kvadratkilometer. Närmaste större samhälle är Bastakābād, 7,4 km öster om Tamrābād. Trakten runt Tamrābād består i huvudsak av gräsmarker.